# جيسون بيجي
جيسون بيجي (بالإنجليزية: Jason Beghe)‏ مواليد 12 مارس 1960 في نيويورك، نيويورك، الولايات المتحدة، هو ممثل أمريكي بدأ مسيرته الفنية عام 1985.

## الأعمال
- تيلما ولويز
- الأيام الثلاثة القادمة
- رجال-إكس: الدرجة الأولى
- الملفات الغامضة
- قانون الأسرة
- دارما وغريغ
- سي اس آي: التحقيق في موقع الجريمة
- وحيد في المنزل 4
- القاضية إيمي
- المقاطعة

## وصلات خارجية
- جيسون بيجي على موقع IMDb (الإنجليزية)
- جيسون بيجي على موقع ألو سيني (الفرنسية)
- جيسون بيجي على موقع أول موفي (الإنجليزية)
- جيسون بيجي على موقع قاعدة بيانات الأفلام السويدية (السويدية)
- جيسون بيجي على موقع إن إن دي بي (الإنجليزية)
- جيسون بيجي على موقع قاعدة بيانات الفيلم (الإنجليزية)
- جيسون بيجي على موقع كينوبويسك (الروسية)